# Made of Stone
Made of Stone è una canzone dell'album omonimo della band statunitense Evanescence, rilasciata poi come singolo promozionale nel 2012. La sua pubblicazione fu annunciata per la prima volta dalla cantante del gruppo su Twitter il 22 gennaio 2012 e due mesi dopo dalla pagina ufficiale di Facebook della band. Inizialmente si pensava che sarebbe stato prodotto un video di tale singolo e che sarebbe stato pubblicato a livello commerciale tuttavia così non accadde. In un'intervista con TV Fuse Amy Lee confermò che la canzone era stata trasmessa soltanto in radio e che non era stato programmato alcun videoclip. Nello stesso periodo la canzone è stata inserita, in versione remix, nella colonna sonora del film Underworld - Il risveglio, in cui è possibile ascoltarla durante i titoli di coda.

## Descrizione

Made of Stone fa parte della colonna sonora del film Underworld - Il risveglio.

Made of Stone è stata scritta da Amy Lee, Terry Balsamo, Tim McCord, Troy McLawhorn, Will Hunt e W. B. Hunt. La canzone è stata registrata al Blackbird Studio di Nashville, Tennessee nel 2011 e risale al periodo di sperimentazione di musica elettronica del 2010; tra i crediti appare infatti anche il nome di W. B. Hunt (da non confondere con il batterista della band), in quel periodo membro degli Evanescence e responsabile della programmazione e delle percussioni. La prima versione con sonorità elettroniche non ha mai visto la luce ma la cantante non ne ha escluso una possibile futura pubblicazione.
Una versione remix, ad opera di Renholdër, è stata introdotta nella colonna sonora del film Underworld - Il risveglio e pubblicata come prima traccia dell'album Underworld: Awakening (Original Motion Picture Soundtrack).

## Il singolo
Made of Stone fu annunciato da Amy Lee come il terzo singolo degli Evanescence e fu in seguito chiarito che la sua pubblicazione riguardava soltanto l'ambito promozionale per le stazioni radio active rock, mentre Lost in Paradise sarebbe stato il terzo singolo commerciale. La canzone ha debuttato al quarantesimo posto tra le canzoni più trasmesse nelle radio active rock americane il 14 aprile 2012.
Quello di Made of Stone non è l'unico singolo promozionale estratto dall'omonimo album degli Evanescence, infatti qualche tempo dopo anche a The Other Side toccò la stessa sorte, con tanto di pubblicazione di un lyric video. Il singolo, distribuito esclusivamente alle radio, mostra una copertina del tutto simile a quella di The Other Side e contiene un'unica traccia:

## Tracce
Made of Stone Promo Single
1. Made of Stone (Album version) – 3:59

## Formazione
Crediti tratti dal libretto dell'album.
- Amy Lee – voce, pianoforte, songwriting
- Terry Balsamo – chitarra solista, songwriting
- Tim McCord – basso, songwriting
- Will Hunt – batteria, songwriting
- Troy McLawhorn – chitarra ritmica, songwriting
- William B. Hunt – songwriting
- Nick Raskulinecz – produzione
- Paul Fig – ingegnere del suono
- Mike Houge - assistente ingegnere
- Nathan Yarborough – assistente ingegnere
- Ted Jensen – mastering
- Randy Staub – missaggio
- David Campbell – arrangiamenti orchestrali

## Classifiche
| Classifica (2012)             | Posizione massima |
| ----------------------------- | ----------------- |
| Stati Uniti (mainstream rock) | 39                |